# Castelnuovo Belbo
Castelnuovo Belbo (già "Castelnuovo d'Incisa", Castelneuv Belb in piemontese, e Castaunòv Berb localmente) è un comune italiano di 807 abitanti della provincia di Asti, situato nella media-bassa Valle Belbo, collocato a 122 metri sul livello del mare.

## Geografia fisica
Castelnuovo Belbo si trova nel sud della Provincia di Asti ed è attraversato dal torrente Belbo, unico corso d'acqua rilevante nel territorio comunale.
Dista circa 35 km dal capoluogo di provincia astigiano e circa 25 da quello alessandrino ed è perciò facilmente raggiungibile dai caselli autostradali di Alessandria Sud, Felizzano-Quattordio ed Asti est. Confina con i comuni di Bruno, Incisa Scapaccino, Nizza Monferrato, Bergamasco e quindi anche con la provincia di Alessandria.
Si trova nella zona sismica 4, ed è stato epicentro del terremoto del 21 agosto 2000 del Piemonte meridionale, subendo vistosi danni agli edifici storici soprattutto (la chiesa parrocchiale ed il palazzo municipale subirono interventi di restauro non indifferenti a seguito dell'evento).

## Storia
Il toponimo è citato per la prima volta nel 1003 come "Castro Novo qui dicitur supra Relho" ed è composto della parola “castello” e dell’aggettivo “nuovo”, di evidente significato. Le prime documentazioni riguardo al borgo sono ancora anteriori a tale data situandosi attorno al 990, anno in cui il marchesato di Incisa ne rivendica il possesso e di cui entra a far parte fin dal XII secolo seguendone successivamente le sorti.
Il Marchesato venne nel 1518 integrato nel Ducato del Monferrato e Castelnuovo subisce il saccheggio per opera del condottiero Gian Giacomo Trivulzio. Nel 1594 il territorio viene annesso ai possedimenti dei marchesi Perreto e nel 1619, i Gonzaga ne acquisiscono la proprietà.
Nel 1708, sotto la dominazione dei Savoia, il paese entrò a far parte della provincia di Acqui, per poi passare definitivamente nella nuova provincia di Asti, costituita nel 1935.

### Simboli
Lo stemma e il gonfalone del comune di Castelnuovo Belbo sono stati concessi con decreto del presidente della Repubblica del 16 marzo 1956.
Il gonfalone è un drappo partito di rosso e di bianco.

## Monumenti e luoghi d'interesse
Di interesse storico e paesaggistico vi sono la Chiesa parrocchiale, il Santuario della Madonna di San Biagio, le antiche mura del castello e il palazzo comunale (1877), recentemente restaurato la cui elegante facciata, sulla quadrata piazza principale in leggera salita, si presenta con arcate che formano un portico delimitato da due avancorpi laterali.
- Panchina Gigante "Nizza Doc".

## Società

### Evoluzione demografica
Abitanti censiti

Ha raggiunto il suo massimo numero di abitanti nei primi anni del Novecento per poi subire un progressivo spopolamento dovuto alle mutazioni sociali portate dal "boom economico" della metà del XX secolo ed al progressivo abbandono del settore agricolo come attività economica trainante.
Solo da pochi anni a questa parte il saldo demografico ha ripreso ad essere positivo, anche grazie all'immigrazione.

## Economia
L'attività economica principale resta l'agricoltura, e in particolare la viticoltura.

## Amministrazione
Di seguito è presentata una tabella relativa alle amministrazioni che si sono succedute in questo comune.
| Periodo          | Periodo        | Primo cittadino         | Partito                                  | Carica      | Note  |
| ---------------- | -------------- | ----------------------- | ---------------------------------------- | ----------- | ----- |
| 1960             | 7 luglio 1985  | Carlo Formica           | centro-sinistra                          | Sindaco     |       |
| 7 luglio 1985    | 28 maggio 1990 | Carlo Formica           | Partito Socialista Democratico Italiano  | Sindaco     | [ 6 ] |
| 28 maggio 1990   | 24 aprile 1995 | Carlo Formica           | Partito Socialista Italiano              | Sindaco     | [ 6 ] |
| 24 aprile 1995   | 14 giugno 1999 | Carlo Formica           | centro-sinistra                          | Sindaco     | [ 6 ] |
| 29 dicembre 2000 | 14 maggio 2001 | Giovanni Icardi         |                                          | Comm. pref. | [ 6 ] |
| 14 maggio 2001   | 30 maggio 2006 | Fortunato Maccario      | lista civica Per Castelnuovo Belbo       | Sindaco     | [ 6 ] |
| 30 maggio 2006   | 16 maggio 2011 | Francesco Nicola Garino | lista civica Rinnoviamo Castelnuovo      | Sindaco     | [ 6 ] |
| 16 maggio 2011   | 5 giugno 2016  | Francesco Nicola Garino | lista civica Il nostro Castelnuovo       | Sindaco     | [ 6 ] |
| 5 giugno 2016    | in carica      | Aldo Allineri           | lista civica Castelnuovo Belbo nel cuore | Sindaco     | [ 6 ] |

### Gemellaggi
- Diémoz

Castelnuovo Belbo aderisce inoltre al patto tra i "Castelnuovo d'Italia".

## Sport
Risorta nel 2006 sulle ceneri della storica A.S.C.B., la Polisportiva Castelnuovo Belbo è la squadra di calcio che rappresenta il paese nel campionato di I categoria girone F.
Il centro sportivo comunale, oltre ad essere il quartier generale della Polisportiva, è anche luogo di svago e divertimento: dispone di 1 campo da tennis sintetico, 1 campo da calcetto sintetico, 1 campo a 11 in erba 4 campi da bocce, un parco giochi, spogliatoi ed un bar con ampio spazio aperto.